# Ісаметово (Ілішевський район)
Ісаме́тово (рос. Исаметово, башк. Исәмәт) — село у складі Ілішевського району Башкортостану, Росія. Адміністративний центр Ісаметовської сільської ради.
Населення — 728 осіб (2010; 811 у 2002).
Національний склад:
- башкири — 79 %